# 這塊土地上的生命在正義裡永存

带有座右铭的夏威夷州徽章。

Ua Mau ke Ea o ka ʻĀina i ka Pono 是一句夏威夷諺語，曾是夏威夷王國的格言，在1959年成為夏威夷州的格言。 意義是「這塊土地上的生命在正義裡永存」或「這塊土地上的君權會在正義裡永存」。

## 历史
这句话最初是由夏威夷国王卡美哈美哈三世于1843年7月31日在瓦胡岛的托马斯广场上说的。当时英国将夏威夷王国的主权归还给了國王。 
今天，这句格言被夏威夷州和夏威夷主权活动家广泛使用。

## 意义

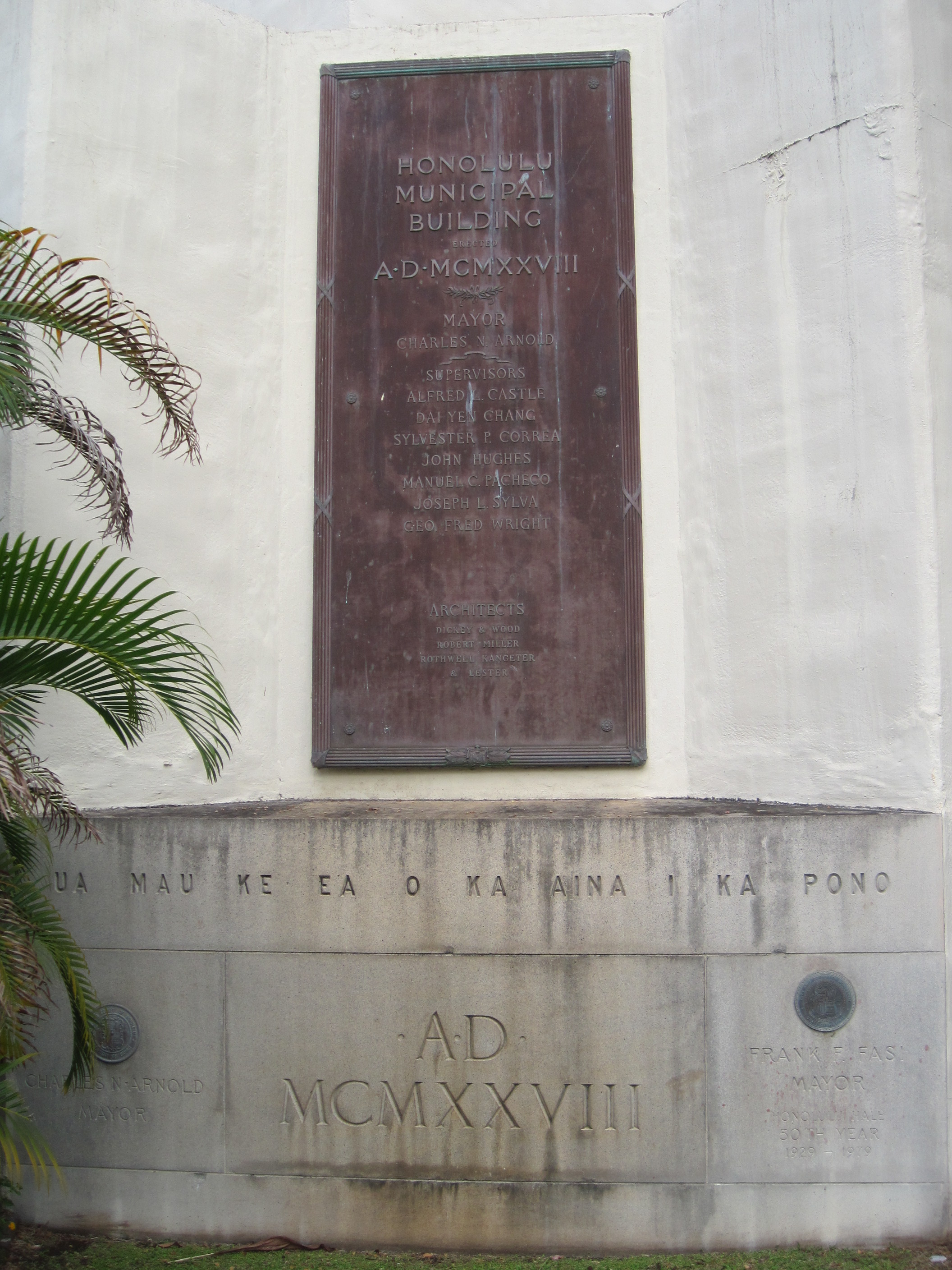
这句格言刻在檀香山市政厅的奠基石上。

格言中的某些词具有其他含义或内涵。特别是「Ea」。這不仅意味着「生命」或「呼吸」，还有着「主权」的意思。   夏威夷獨立活動家认在這句話中「Ea」是特指主权，因为卡美哈美哈三世发表講話時正正是處於英國把主權歸還到王國的情況。  因此格言的另一种翻译是「這塊土地上的君權會在正義裡永存」。 
「Pono」通常翻译为「正义」，但也可能意味着「善良」、「公平」、「秩序」或「完整」  「Āina」在格言中翻译成「土地」，但在夏威夷语中有着更重要的意义。  ʻ更好的翻譯是「餵養」或「養活」，描述夏威夷原住民与岛屿之间的共存关系。